# GDHキャピタル
株式会社GDHキャピタル（GDH K.K）は株式会社GDH(現・株式会社ゴンゾ)が100%出資により設立した金融サービス会社。

## 沿革
2005年12月8日付で、GDH（現：ゴンゾ）がファイナンス事業を行うことを目的として設立。
2008年11月28日付で、GDHから自社の全株式を取得した。これにより、GDHグループ（現：ゴンゾグループ）から独立。
2010年2月22日付で、株式会社ザイタス・パートナーズへと社名変更。